# Oratorio di San Pantaleone
L'oratorio di San Pantaleone nel villaggio montano di Oro, frazione di Boccioleto, è uno dei rari edifici sacri che in Valsesia hanno conservata quasi intatta la propria struttura originale; notevole è al suo interno la decorazione pittorica datata 1476, attribuita a Giovanni de Campo. Nel ciclo di affreschi tre riquadri sono dedicati alla vita della beata Panacea.

## Storia

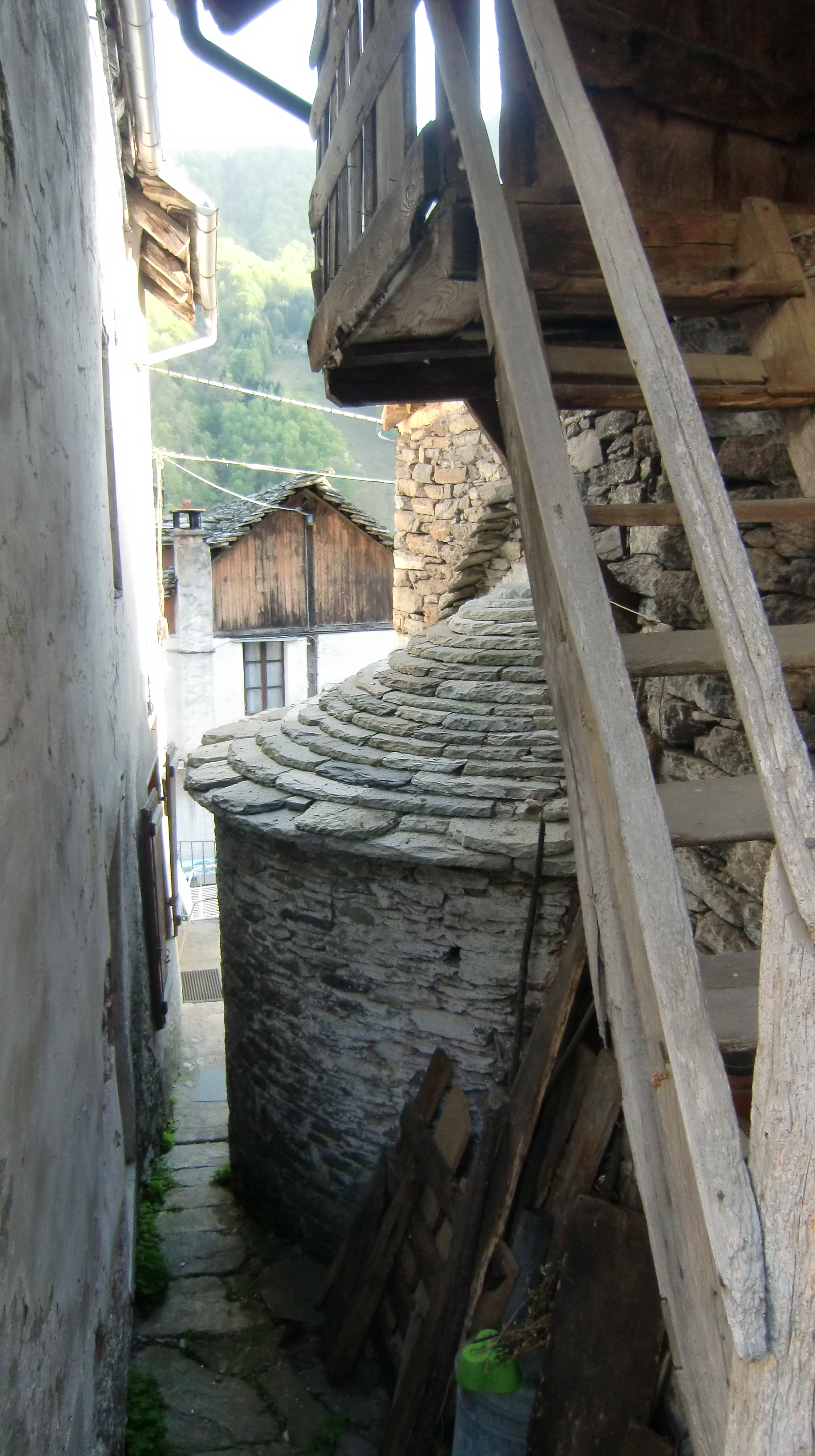
Veduta dell'abside

Risalente al XV secolo, l'edificio ha potuto mantenere la sua struttura originaria grazie alla intervenuta costruzione, nella piccola comunità di Oro, di una cappella dedicata alla Vergine del Carmine (XVII secolo), risparmiando così all'oratorio interventi di ampliamento e ristrutturazione (come ampiamente è successo per altre cappelle della Valsesia). La struttura architettonica doveva essere quella tipica degli edifici di culto minori nel XV secolo: un'aula di modeste dimensioni (4 x 4 m), aperta su davanti, terminante in una piccola abside semicircolare. Il cardinal Taverna, vescovo di Novara, in una visita pastorale del 1617 rileva: "Nel luogo di Oro di Rossa c'è una cappella fatta a volta, decentemente ornata di figura sacre [...] È del tutto senza porte e sempre aperta così che le bestie vi possono entrare".  L'attuale grata di legno posta sull'ingresso porta incisa la data 1777.
Adiacente all'oratorio vi è un edificio documentato solamente nel 1590 quando esso divenne la canonica di uno dei due sacerdoti della parrocchia divisa di Boccioleto (di qui l'appellativo "casa del parroco"); sulla parete esterna della casa sono ancora visibili tracce di affreschi: vi si leggono una Madonna del latte con santa Caterina di Alessandria e san Sebastiano sormontate da una Annunciazione.
Abbandonato come luogo di culto della comunità, l'oratorio subì un progressivo deterioramento. L'Opera pia di Carità di Oro, proprietaria dell'edificio, lo utilizzo come lavatoio e abbeveratoio per il bestiame. Venne acquistato, assieme all'attigua "casa del parroco", nel 1910 dalla Società per la Conservazione delle Opere d'Arte e dei Monumenti in Valsesia che lo salvò dal completo degrado. I recenti interventi del 1980 e 1990 non sono serviti ad assicurare adeguata protezione al prezioso ciclo di affreschi. A provvisoria tutela dei dipinti sono state recentemente incollate speciali garze protettive sulle superfici più a rischio.
,
- Esterno della facciata:
  - San Defendente e tracce di affreschi poco leggibili
- Arco trionfale:
  - Compianto sul Cristo morto (registro superiore);
  - Annunciazione (registro intermedio);
  - Apostoli (registro inferiore).
- Abside:
  - Incoronazione della Vergine con Angeli musicanti (nel catino absidale);
  - Apostoli.
- Volta:
  - Cristo benedicente e tetramorfo.
- Parete nord:
  - San Pietro, un santo Papa, san Francesco, san Giovanni Battista, san Lucio (san Luguzzone) (registro superiore);
  - Affreschi rovinati (nel registro inferiore).
- Parete sud:
  - La beata Panacea distribuisce i pani ai pastori, Martirio della beata Panacea, San Quirico e santa Giulitta (registro superiore);
  - Funerali della beata Panacea (registro intermedio);
  - una grande Madonna del latte (che occupa due registri)
  - San Bernardino da Siena, Messa di san Gregorio (registro inferiore, ai due lati della porta laterale)

## Gli affreschi

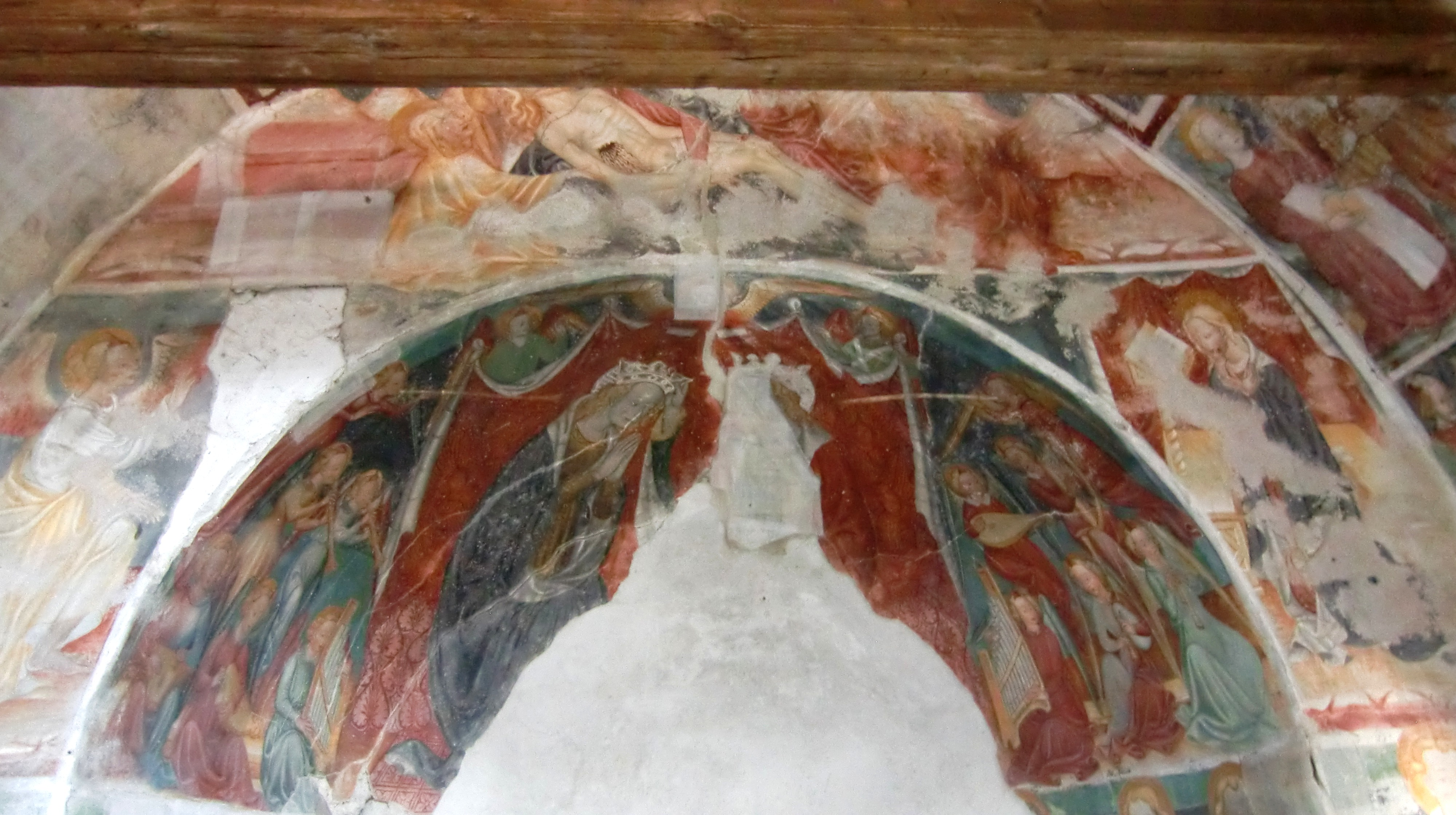
Giovanni de Campo, affreschi dell'arco trionfale e dell'abside, 1476

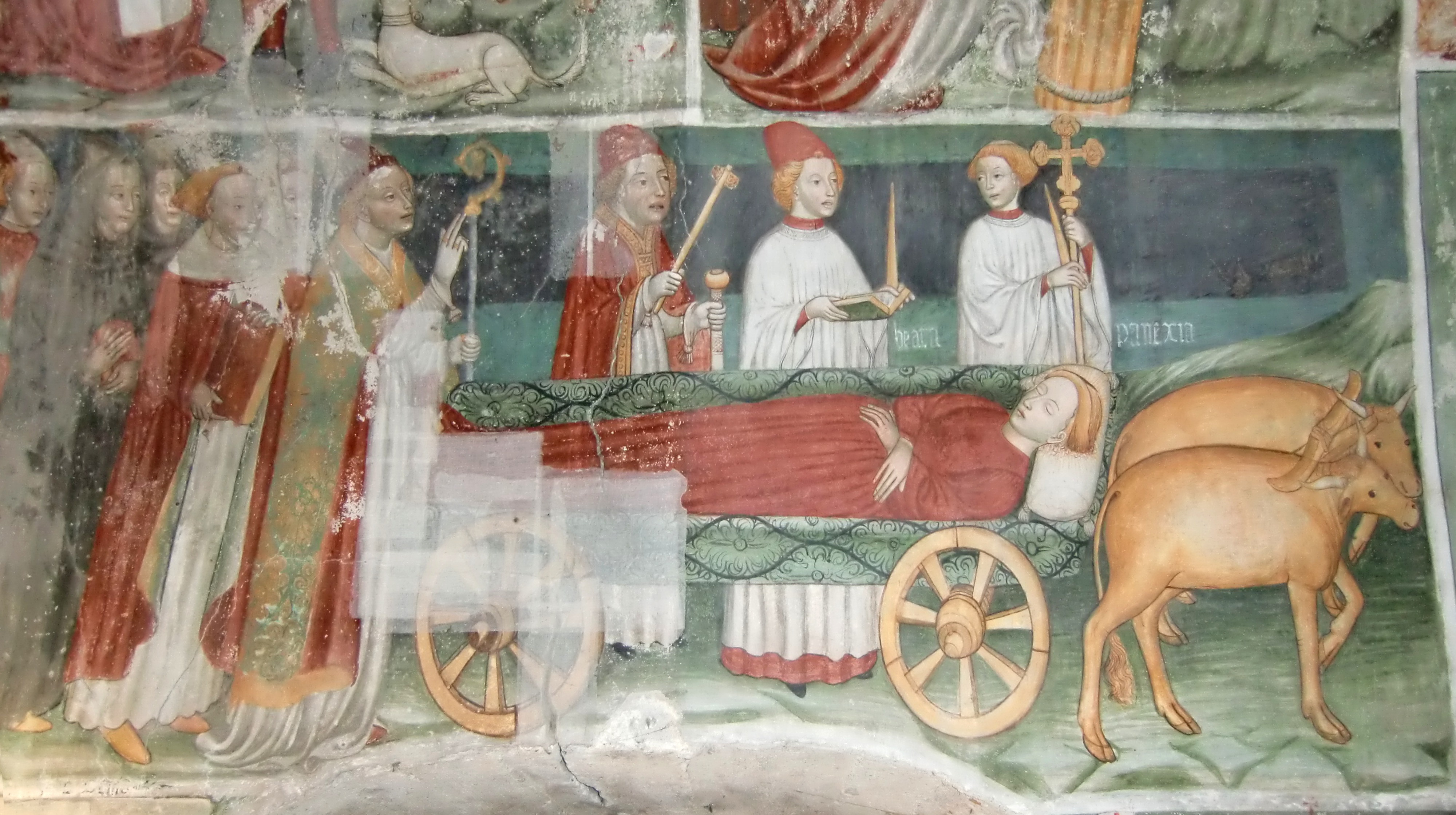
Giovanni de Campo, Funerali della beata Panacea, affresco, 1476

A dispetto delle vicissitudini subite, la cappella di san Pantaleone ha conservato una decorazione delle pareti murarie (risalente al 1476) da considerarsi come una delle più importanti e significative testimonianze della pittura medievale in Valsesia, realizzata in anni che precedono di poco l'inizio della edificazione del Sacro Monte di Varallo.
Le figure affrescate coprono la volta, l'arco trionfale, l'abside e le pareti laterali testimoniando, in una sorta di catechismo per immagini, vari aspetti della devozione popolare. Troviamo ad esempio motivi legate alla predicazione francescana (che porterà alla costruzione del Sacro Monte) nell'immagine del Compianto su Cristo morto posta in cima all'arcone intorno all'abside, sottolineate anche dalla raffigurazione del santo di Assisi sulla parete sinistra e da quella di san Bernardino da Siena sulla parete opposta. Sempre sulla parete di destra, la raffigurazione della Messa di san Gregorio, con il celebre miracolo eucaristico, richiama la diffusione della pratica delle messe a beneficio della salvezza dei defunti (le messe gregoriane).
Particolarmente interessanti è la rappresentazione in tre riquadri della storia della beata Panacea, figura di pastorella martire molto venerata in Valsesia. Nel registro superiore della parete sud trovano posto due riquadri a lei dedicati: nel primo vediamo la beata dividere il pane con i pastori poveri; nel secondo si assiste alla sua uccisione da parte della matrigna (ritratta mentre brandisce un fuso, istigata da un malvagio diavoletto); un angelo accorre prontamente a trasportarne l'anima in paradiso, mentre nel luogo del martirio prende fuoco una fascina che nessuna delle prime persone accorse riuscirà a spegnere. Nel registro intermedio un ampio riquadro è dedicato ai funerali della beata Panacea: vi si osserva, seguendo il racconto agiografico tramandatosi in Valsesia, come il corpo della santa sia posto su un carro trainato da due giovenche lasciate andare ad arbitrio; accompagnano il tragitto della salma il vescovo, prelati e altri devoti.
È questa la più antica testimonianza iconografica della vita della beata Panacea. Sono infatti perduti tre cicli anteriori: il primo nella parrocchiale di Ghemme ove si conserva il sepolcro della beata; gli altri due erano presenti negli oratori della Beata al Monte e della Beata al Piano, a Quarona, paese in cui Panacea visse e trovò il martirio.
In merito alla qualità artistica degli affreschi M. Rosci osserva che:
(La citazione è riportata in P. Ferri, op. cit.)
In merito alla paternità degli affreschi G. Romano vi ha osservato la mano del novarese Giovanni de Campo, pittore che raggiunge verosimilmente proprio nell'oratorio di San Pantaleone la sua maturità artistica. Per le parti di minore qualità artistica di alcuni riquadri si è fatto riferimento all'intervento di aiuti.
Senza mettere in discussione l'attribuzione a Giovanni de Campo, D. Minonzio scrive:
(Traduzione italiana dalla scheda di Minonzio, op. cit.)

## Galleria d'immagini

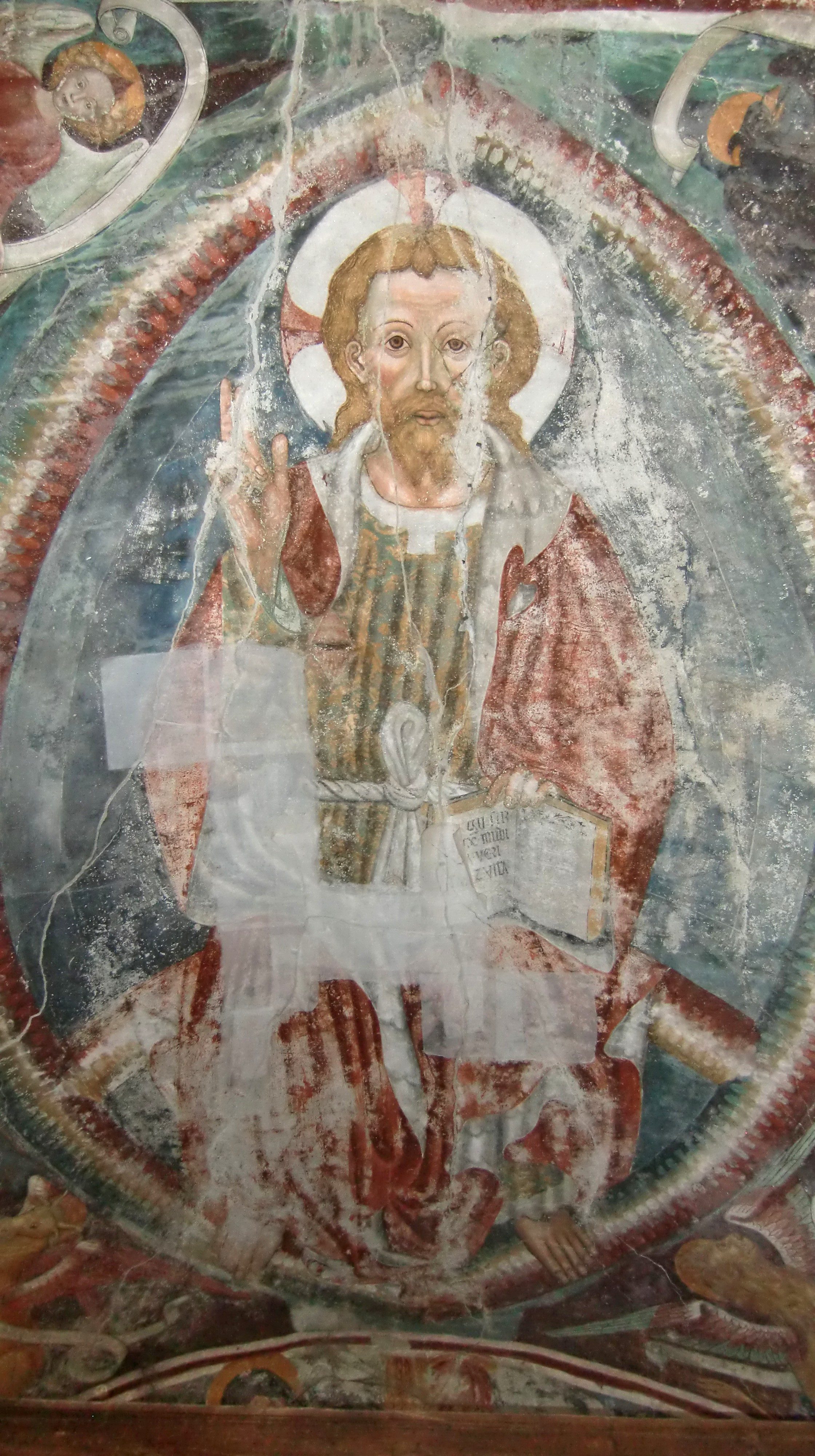
Giovanni de Campo, ''Cristo benedicente e tetramorfo. 1476
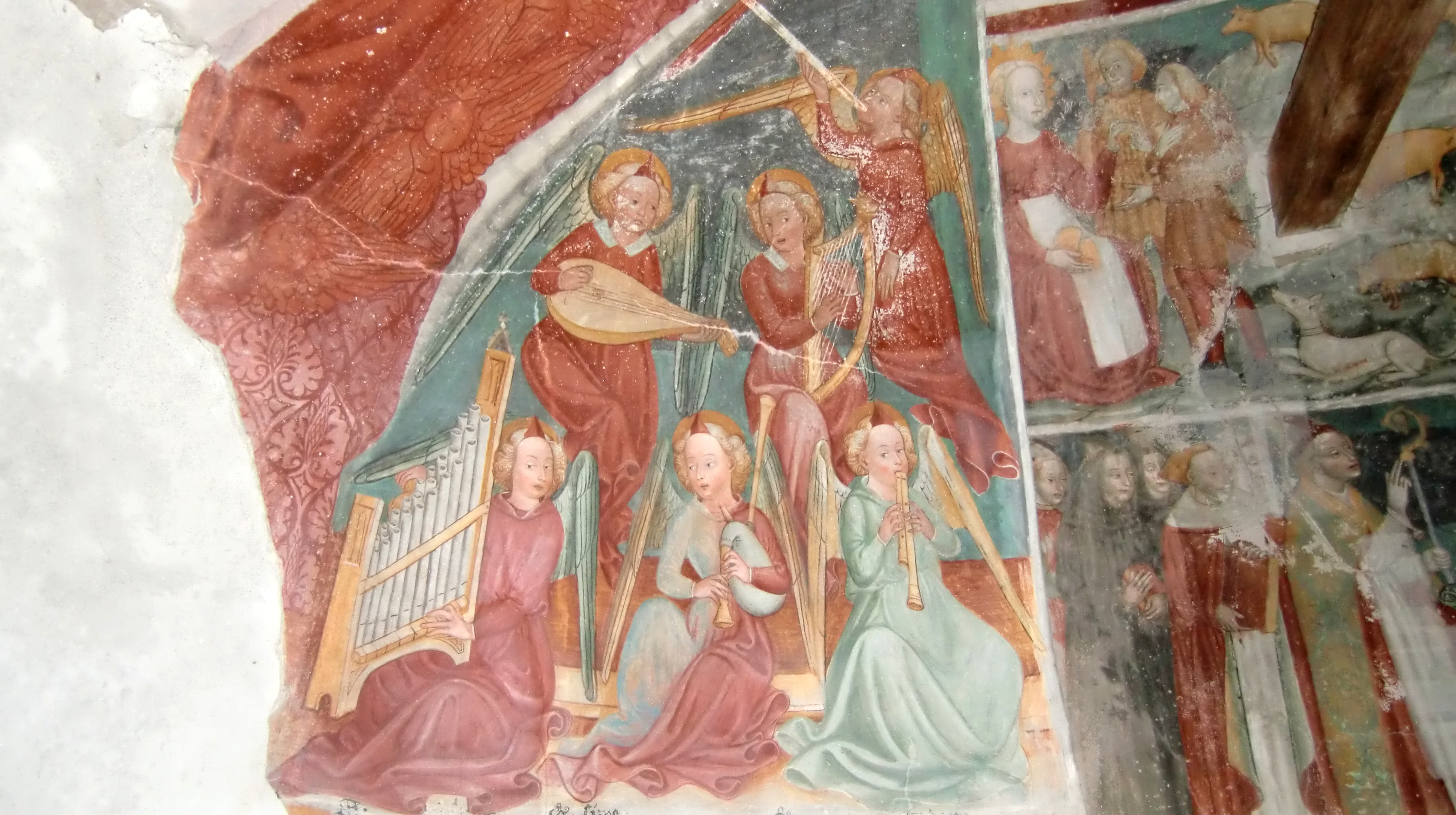
Giovanni de Campo, Angeli musicanti, 1476
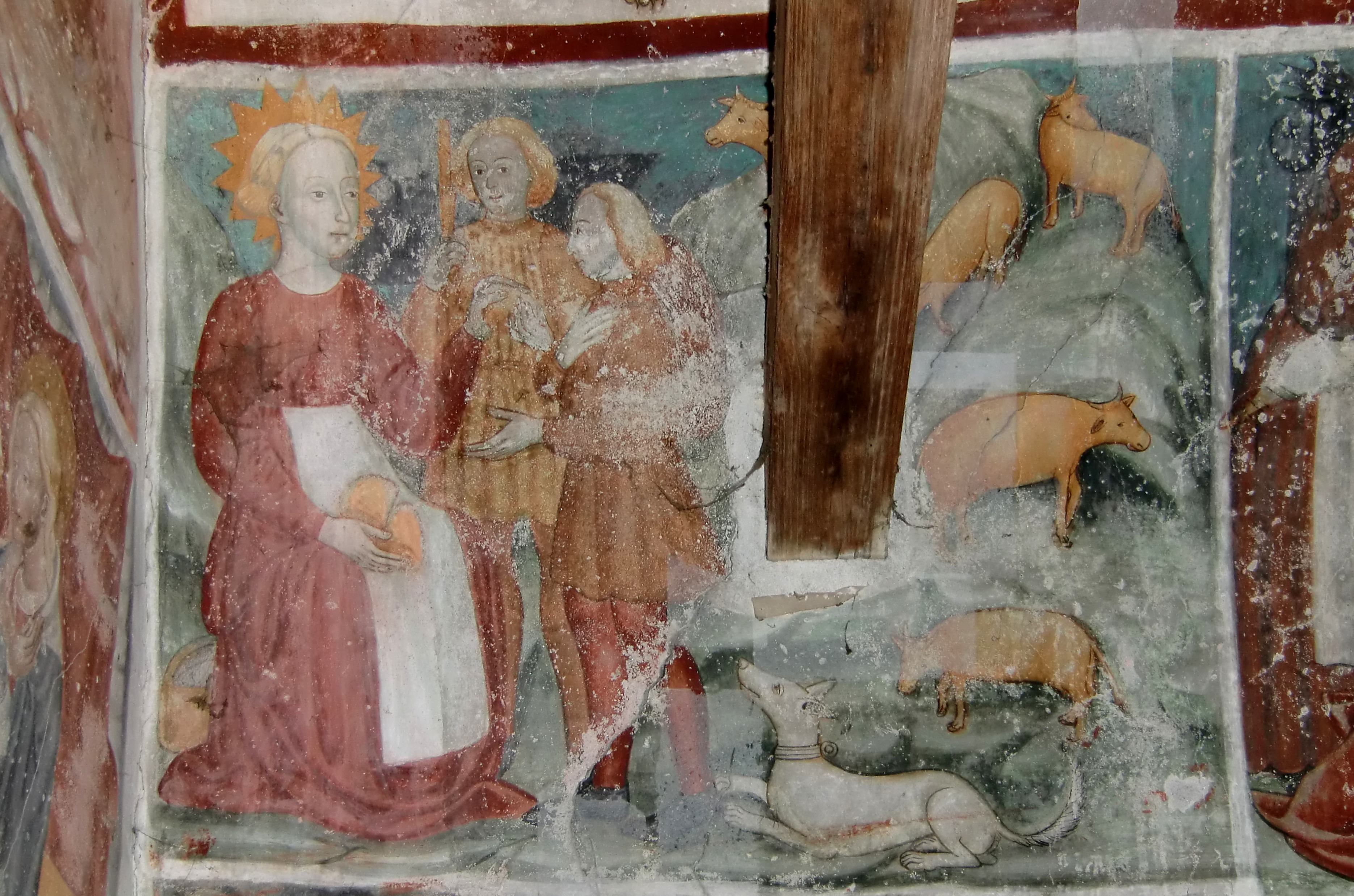
Giovanni de Campo, La beata Panacea distribuisce i pani ai pastori, 1476
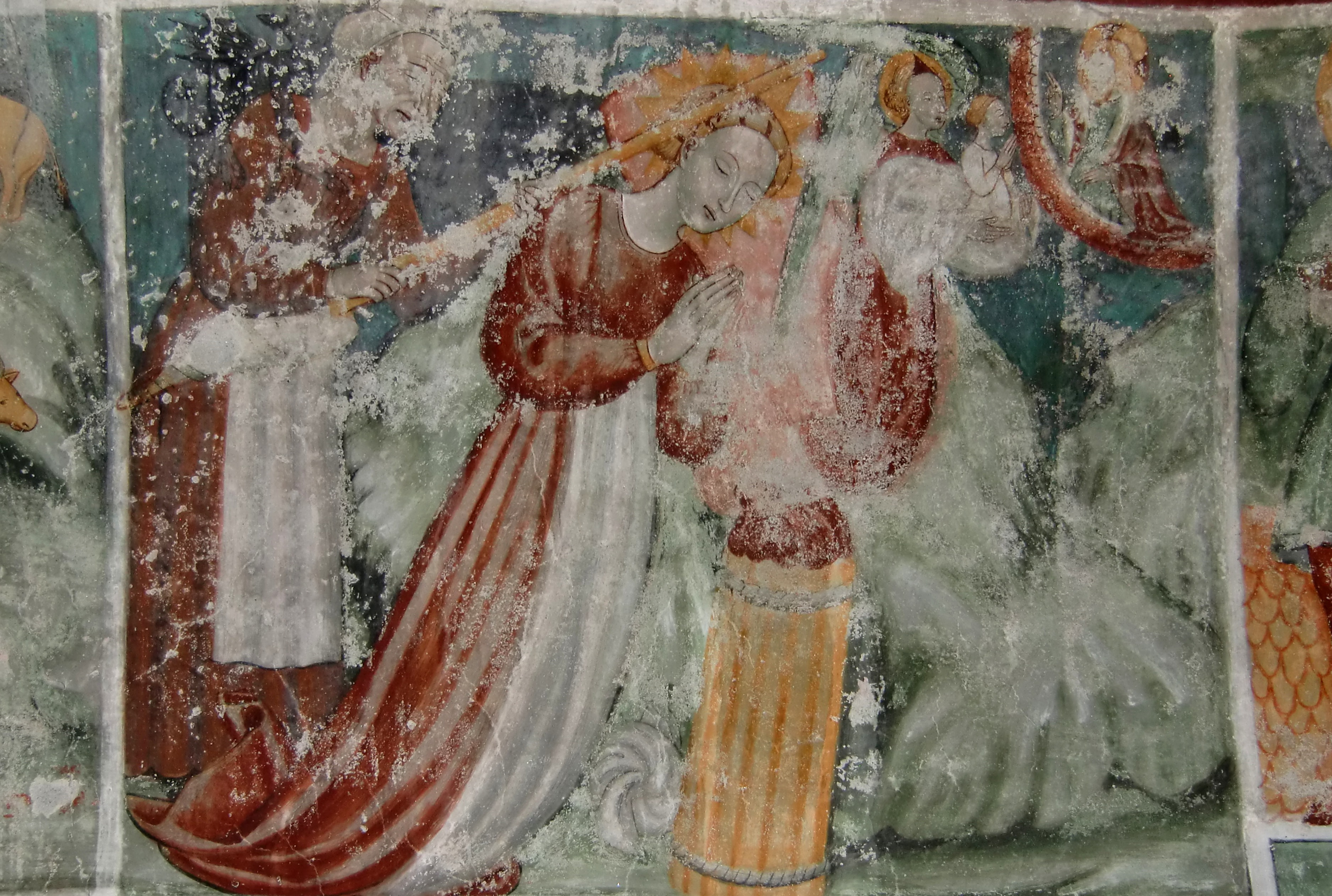
Giovanni de Campo, Martirio della beata Panacea, 1476
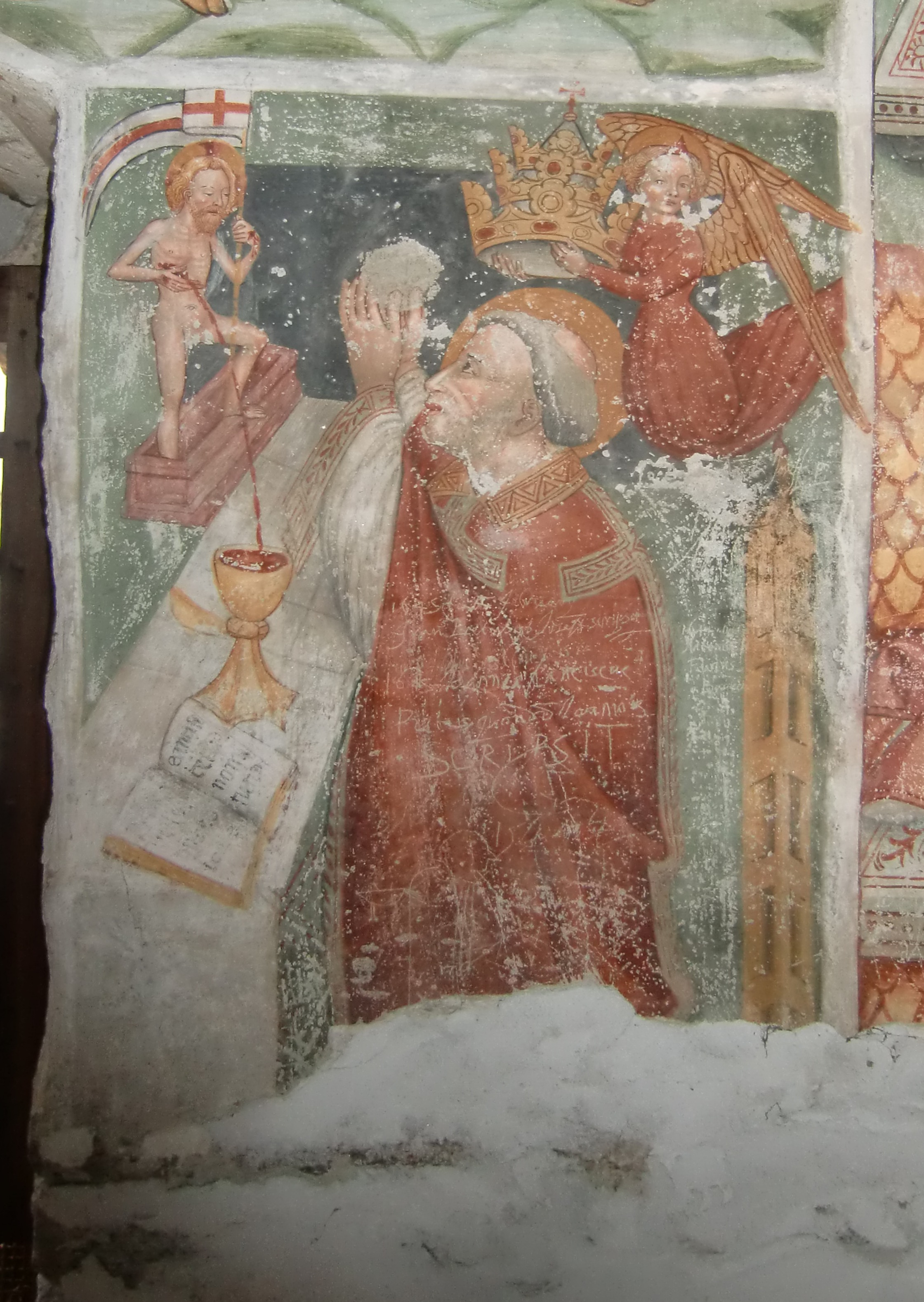
Giovanni de Campo, Messa di San Gregorio, 1476